# 托德縣 (肯塔基州)
托德縣（英語：Todd County）是美國肯塔基州西南部的一個縣，南鄰田納西州。面積976平方公里。根据美國2000年人口普查，共有人口11,971人。縣治埃爾克頓 （Elkton）。
縣政府成立於1819年12月30日。縣名紀念美國獨立戰爭時期軍官、伊利諾伊地區的行政官約翰·托德 （John Todd）。